# Kamui Kobayashi
Kamui Kobayashi (japanisch 小林 可夢偉 Kobayashi Kamui; * 13. September 1986 in Amagasaki) ist ein japanischer Automobilrennfahrer.
Er wurde 2009 Meister der GP2-Asia-Serie und gab im selben Jahr sein Debüt in der Formel 1. Von 2010 bis 2012 startete Kobayashi für den Schweizer Rennstall Sauber. Nach einer Saison in der FIA-Langstrecken-Weltmeisterschaft (WEC) 2013, kehrte Kobayashi 2014 zu Caterham in die Formel 1 zurück. 2015 fuhr er in der Super Formula und 2017 mit monegassischer Rennlizenz in der FIA-Formel-E-Meisterschaft. Seit 2016 startet er für Toyota in der Langstrecken-Weltmeisterschaft und konnte diese bisher zweimal gewinnen.

## Karriere

### Anfänge im Motorsport (1996–2007)
1996, im Alter von neun Jahren begann Kobayashi mit dem Kartsport. Bis zum Jahr 2001 sammelte er in verschiedenen japanischen Kartrennserien Erfahrung. 2001 wechselte er in die Esso Formula Toyota Racing School. 2002 startete er in der europäischen Kartserie der Toyota Schule. 2003 wechselte Kobayashi in den Formelsport und belegte in der japanischen Formel Toyota den zweiten Platz in der Gesamtwertung.
Kobayashi wurde 2004 in das Förderprogramm von Toyota aufgenommen, zog nach Paris und verbrachte zwei Jahre in Formel-Renault-Meisterschaften. 2004 lag sein Hauptaugenmerk auf der italienischen Formel Renault, in der er für das Prema Powerteam startend den siebten Gesamtrang erreichte. Darüber hinaus nahm er an einzelnen Rennen der asiatischen, deutschen und niederländischen Formel Renault teil. 2005 blieb Kobayashi beim Prema Powerteam und trat im Formel Renault 2.0 Eurocup und in der italienischen Formel Renault an. Er gewann beide Titel. Dies hatte zuvor lediglich ein weiterer Fahrer geschafft. Mit jeweils sechs Siegen setzte er sich in beiden Serien gegen Michael Ammermüller durch.
Anschließend wechselte er in die Formel-3-Euroserie zu ASM Formule 3. 2006 belegte er den achten Platz und wurde er zum besten Neuling gekürt. Intern verlor er gegen seine drei Teamkollegen Giedo van der Garde, Paul di Resta und Sebastian Vettel, von denen di Resta den Meistertitel gewann und Vettel Vizemeister wurde. Als Belohnung für seine Resultate in der Formel-3-Euroserie absolvierte er an drei Tagen Formel-1-Testfahren für Toyota Racing. 2007 steigerte er sich weiter und gewann sein erstes Rennen in Magny-Cours. Zum Saisonende belegte er mit diesem Sieg Platz vier. Während er Tom Dillmann teamintern hinter sich ließ, musste er sich seinen zwei anderen Teamkollegen Romain Grosjean und Nico Hülkenberg, die die Plätze eins und drei erreichten, geschlagen geben.

### GP2-Serie (2008–2009)
2008 war Kobayashi dritter Fahrer beim Toyota-Formel-1-Team. Zusätzlich zu seinem Testfahrer-Job startete er für das Team DAMS in der GP2-Serie. Zunächst startete er aber in der ersten Saison der GP2-Asia-Serie für DAMS. Er gewann zwei Rennen: die Sprintrennen in Sepang und Sakhir. Beide Rennen wurden, wie auch das Rennen, bei dem er seinen ersten Formel-3-Sieg 2007 holte, im Rahmen der Formel 1 ausgetragen. Neben seinem ehemaligen Teamkollegen Grosjean war Kobayashi der einzige Fahrer der mehr als ein Rennen in der GP2-Asia-Serie für sich entschied. In der Gesamtwertung belegte er dennoch den sechsten Platz.
Auch in der GP2-Serie 2008 war Jérôme D’Ambrosio sein Teamkollege bei DAMS. Die Saison startete vielversprechend. Nachdem er im Hauptrennen in Istanbul Platz acht erreicht hatte, lief es im Sprintrennen noch erfolgreicher: Von der Pole-Position gestartet wurde er schon bald von Grosjean überholt. Nach einer Safety-Car Phase beschleunigte Kobayashi beim Restart besser und kämpfte mit Grosjean um den ersten Platz. Da sich Grosjean mit unfairen Mittel im Zweikampf mit Kobayashi verteidigte, wurde er mit einer Strafe belegt und somit gewann Kobayashi bereits im zweiten GP2-Rennen zum ersten Mal. Die weiteren Rennen liefen für Kobayashi weniger erfolgreich und er holte nur noch je zweimal einen zusätzlichen Punkt. Mit zehn Punkten erreichte Kobayashi Platz 16 der Gesamtwertung.

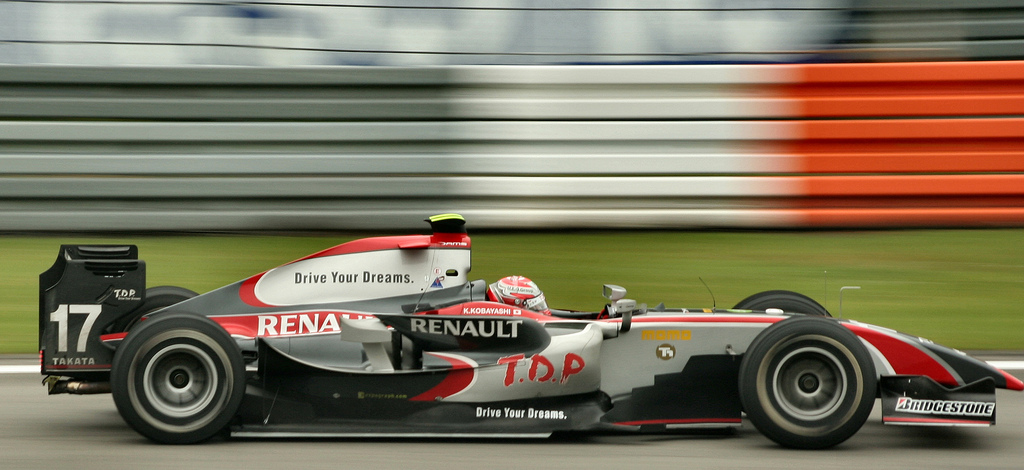
DAMS-Pilot Kobayashi auf dem Nürburgring in der GP2-Serie 2009.

In der GP2-Asia-Serie-Saison 2008/2009 ging Kobayashi erneut für DAMS an den Start. Mit je einem Sieg in Dubai und Sachir wurde Kobayashi seiner Favoritenrolle gerecht und sicherte sich früh die Führung in der Gesamtwertung. An den nächsten Rennwochenenden verteidigte Kobayashi seine Führung und gewann mit 20 Punkten Vorsprung auf seinen Teamkollegen D’Ambrosio den Meistertitel der GP2-Asia-Serie. Nachdem Kobayashi nach dem Titelgewinn mit hohen Erwartungen in die Saison der GP2-Serie gestartet war, schaffte er es nicht, an die guten Leistungen aus der Asia-Serie anzuknüpfen. Als Dritter auf dem Nürburgring erzielte er sein bestes Saisonergebnis. Kobayashi, der darüber hinaus auch von seinem Teamkollegen in den Schatten gestellt wurde, belegte am Saisonende den 16. Gesamtrang, während D’Ambrosio den neunten Platz erreichte.

### Formel 1 (2009–2012)

#### Toyota (2009)

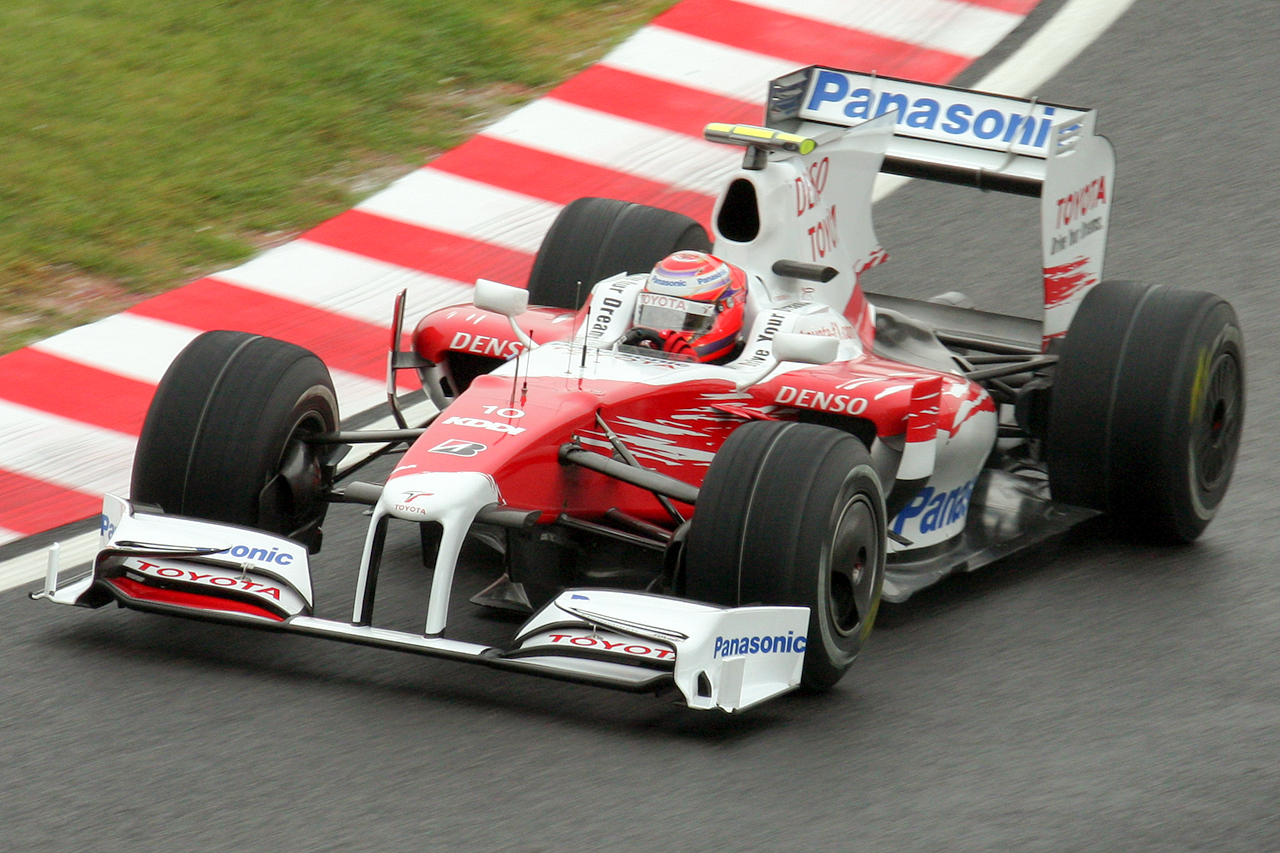
Kamui Kobayashi im Toyota beim Freitags-Training zum Großen Preis von Japan 2009

In seiner Funktion als Ersatzfahrer des Toyota-Teams nahm er an den Freitagstrainings des Großen Preises von Japan 2009 teil. Er vertrat dabei Timo Glock, der aus gesundheitlichen Gründen nicht fahren konnte. Beim Großen Preis von Brasilien bestritt er als Ersatz für den noch immer verletzten Glock sein erstes Formel-1-Rennen. Kobayashi gab ein gutes Debüt und hielt den späteren Weltmeister Jenson Button einige Runden hinter sich. Am Ende belegte er den neunten Platz. Auch in Abu Dhabi ging Kobayashi für den verletzten Glock an den Start und holte mit einem sechsten Platz erstmals Punkte in der Formel 1.

#### Sauber (2010–2012)

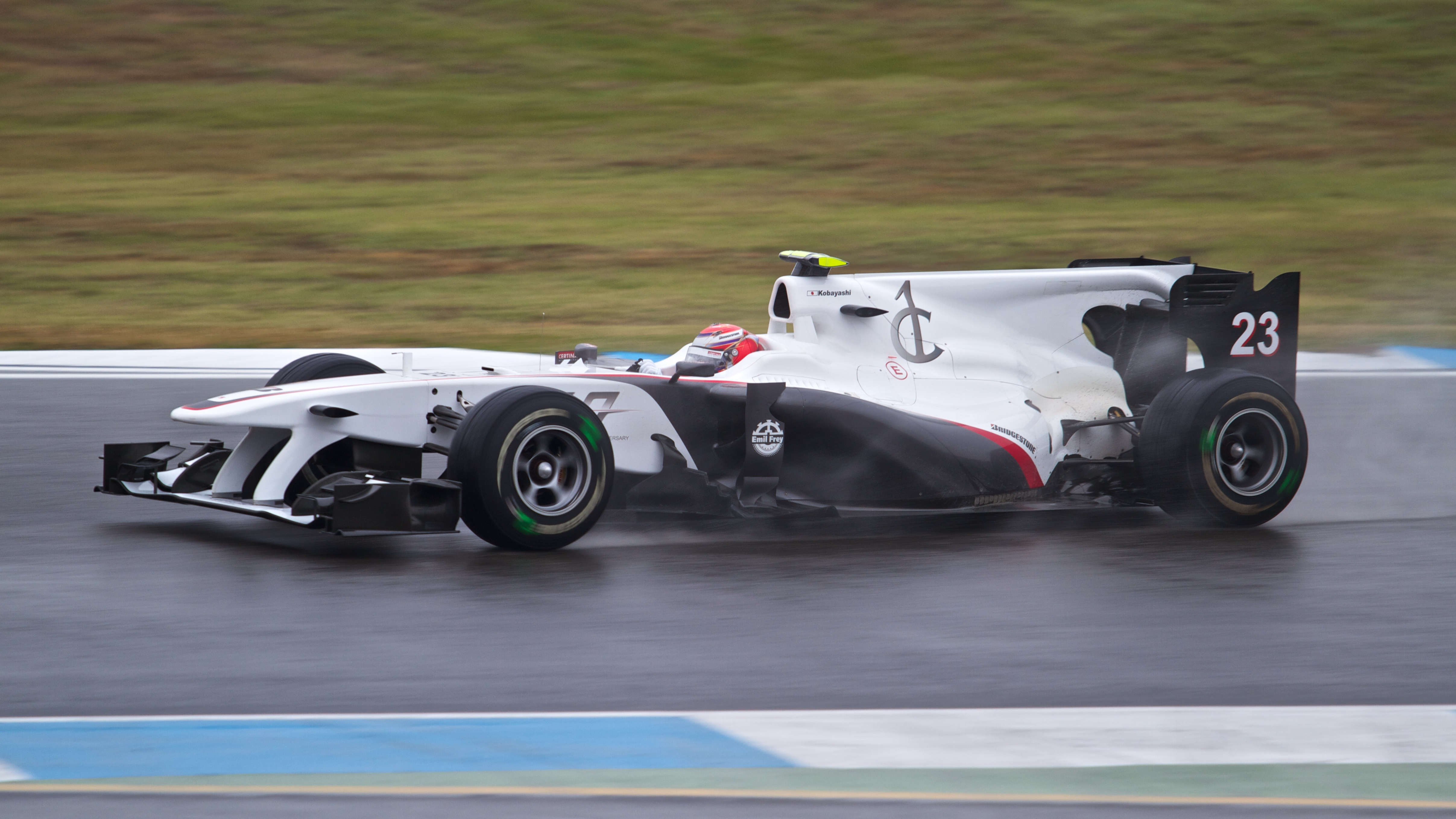
Kobayashi im Sauber beim Großen Preis von Deutschland 2010

Nachdem sich Toyota aus der Formel 1 zurückgezogen hatte, verpflichtete Peter Sauber ihn am 17. Dezember 2009 als ersten Fahrer des Sauber-Teams für die Saison 2010. Kobayashi kam bei den ersten vier Rennen nicht ins Ziel. Während für den ersten und dritten Ausfall technische Probleme verantwortlich waren, schied er beim zweiten und vierten Rennen nach Kollisionen aus. Beim fünften Rennen in Spanien qualifizierte er sich zum ersten Mal in der Saison unter den besten zehn Piloten und kam zudem erstmals ins Ziel. Beim Großen Preis der Türkei holte er als Zehnter seinen ersten Punkt für Sauber. Im weiteren Verlauf der Saison konnte sich Kobayashi nach und nach steigern und regelmäßig Punkte erzielen. Beim Großen Preis von Europa belegte er mit einer anderen Strategie lange Zeit den dritten Platz und wurde nach einem späten Boxenstopp und zwei Überholmanövern in den letzten Runden Siebter. Beim Großen Preis von Großbritannien erzielte er als Sechster seine beste Saisonplatzierung. Für weitere Schlagzeilen sorgte er bei seinem Heimrennen in Suzuka. Er überholte diverse Piloten in der Hairpin-Kurve und beendete das Rennen auf dem siebten Platz. Gegen Pedro de la Rosa, der zunächst sein Teamkollege war, setzte sich Kobayashi deutlich durch und war so schließlich mitverantwortlich dafür, dass Sauber in der zweiten Saisonhälfte de la Rosa gegen Nick Heidfeld austauschte. Auch Heidfeld schaffte es nicht, mehr Punkte als Kobayashi zu erzielen. Am Saisonende lag Kobayashi auf dem zwölften Gesamtrang.

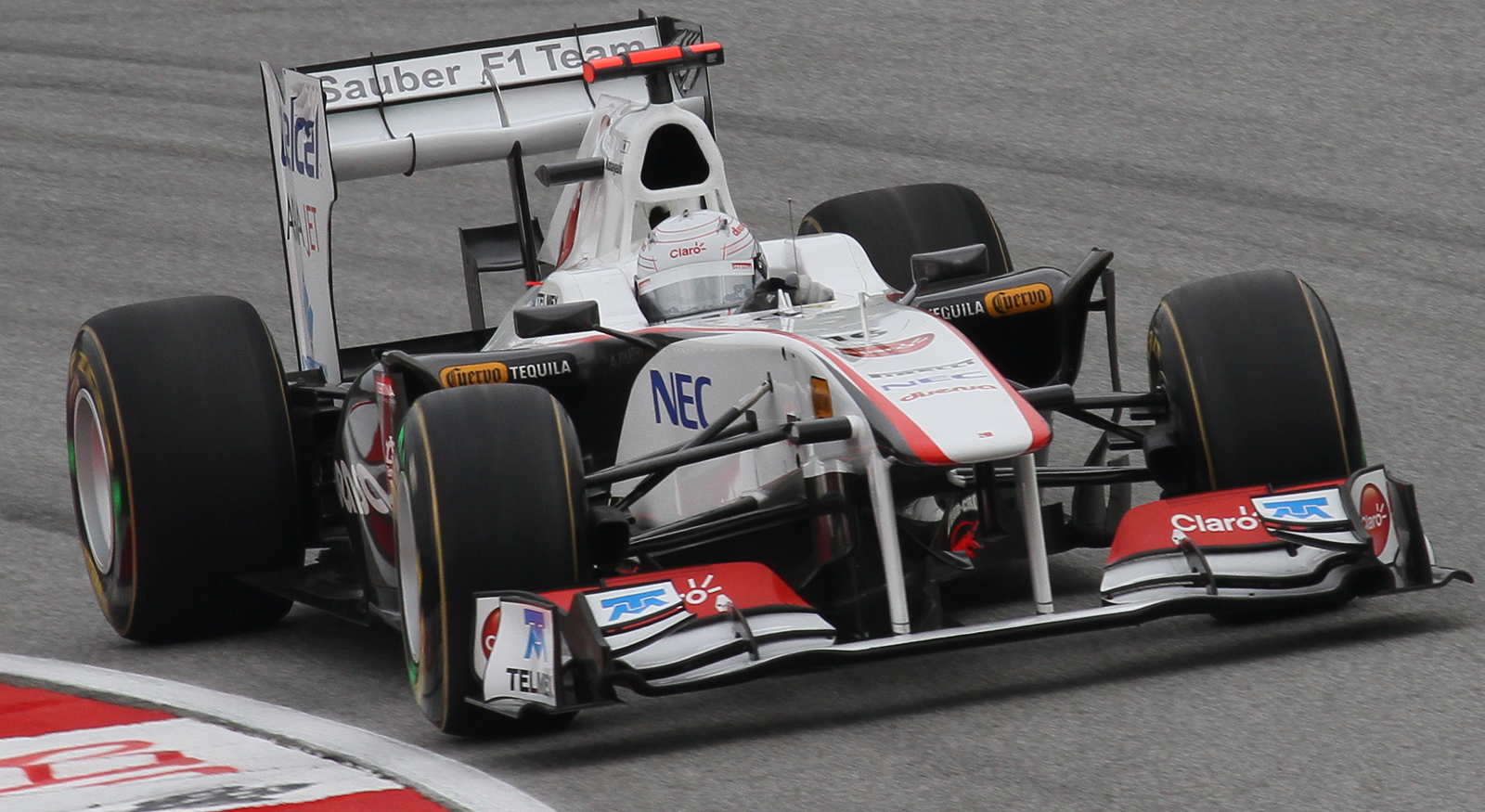
Kobayashi beim Großen Preis von Malaysia 2011

2011 blieb Kobayashi bei Sauber. Sein neuer Teamkollege wurde Sergio Pérez. Beim Saisonauftakt in Australien kam Kobayashi auf dem achten Platz ins Ziel. Nach dem Rennen wurden beide Sauber-Piloten disqualifiziert, da ihre Heckflügel illegal waren. Beim zweiten Rennen in Malaysia erreichte er den siebten Platz und erzielte die ersten Punkte. In den folgenden drei Rennen kam er jeweils als Zehnter ins Ziel. In Monaco erzielte er mit einem fünften Platz seine bis dahin beste Formel-1-Platzierung. Ein Rennen später in Kanada lag Kobayashi für einige Runden auf dem zweiten Platz und kam am Ende auf dem siebten Platz ins Ziel. Während Kobayashi in den ersten zehn Rennen siebenmal in die Punkteränge fuhr, gelang ihm dies in den letzten neun Rennen nur zweimal. In der Weltmeisterschaft belegte er erneut den zwölften Rang. Mit 30 zu 14 Punkten setzte er sich intern gegen Pérez durch.
Kobayashi absolvierte 2012 seine dritte Saison für Sauber. Beim ersten Rennen, dem Großen Preis von Australien, erreichte er auf dem sechsten Platz das Ziel. Beim Großen Preis von China besaß Kobayashi mit dem dritten Platz seine bis dahin beste Startposition. Im Rennen fiel er jedoch schon beim Start zurück und kam auf dem zehnten Platz ins Ziel. Er erzielte bei dem Rennen erstmals die schnellste Rennrunde. Beim Europaauftakt in Spanien wiederholte er mit einem fünften Platz seine bis dahin beste Platzierung in der Formel 1. Fünf Rennen später in Deutschland gelang es ihm, dieses Ergebnis mit einem vierten Platz zu übertreffen. Bei seinem Heimrennen, dem Großen Preis von Japan erzielte Kobayashi mit einem dritten Platz sein erstes Podest in der Formel 1. Er schloss die Saison auf dem zwölften Platz ab und unterlag Pérez intern mit 60 zu 66 Punkten. Zum Ende der Saison endete Kobayashis Engagement bei Sauber.

### WEC (2013)

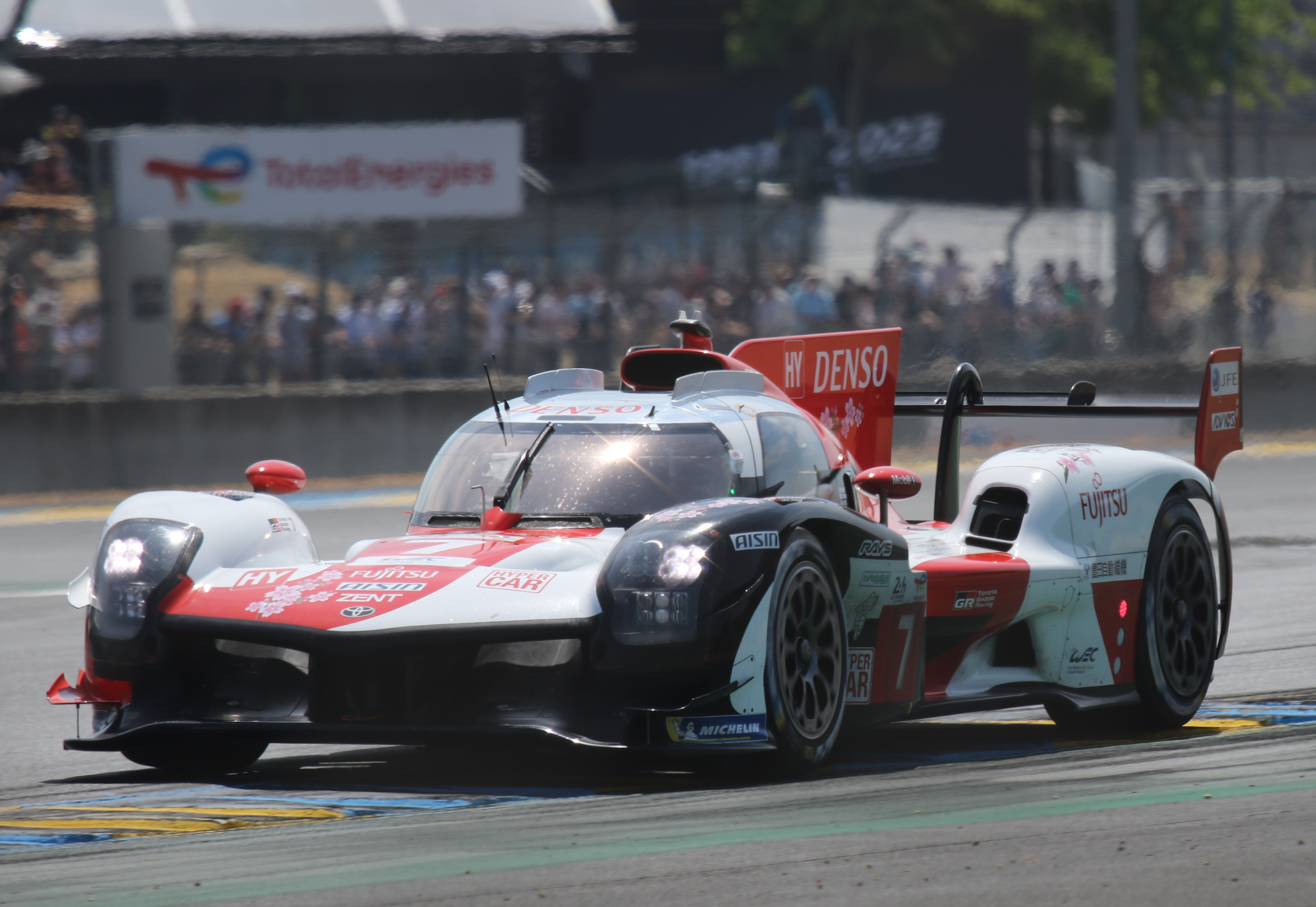
Der von Kamui Kobayashi beim 24-Stunden-Rennen von Le Mans 2023 gefahrene Toyota GR010 Hybrid

Nachdem Kobayashi keinen Formel-1-Vertrag für die Saison 2013 erhalten hatte, wechselte er in die FIA-Langstrecken-Weltmeisterschaft (WEC). Dort erhielt er 2013 ein Cockpit in der GTE-Pro-Klasse beim Ferrari-Werksteam AF Corse. Kobayashi beendete die Saison mit einem zweiten Platz in der GT-Klasse als bestem Resultat auf dem siebten Gesamtrang im Weltcup der GT-Fahrer. Im Rahmen der WEC gab Kobayashi zudem 2013 sein Debüt beim 24-Stunden-Rennen von Le Mans.

### Formel 1: Caterham (2014)
2014 kehrte Kobayashi in die Formel 1 zurück und erhielt ein Cockpit bei Caterham. Kobayashi verzichtete bei Caterham auf ein Gehalt. Zudem sammelte Kobayashi vor der Saison Spenden zur Finanzierung seines Cockpits. Bei dieser Aktion kamen in etwa eine Million Euro zusammen. Bei der Einführung der permanenten Formel-1-Startnummern wählte Kobayashi die #10. Mit dieser Nummer gab er 2009 sein Debüt in der Formel 1. Beim Großen Preis von Belgien wurde er einmalig durch André Lotterer vertreten. Vor dem Großen Preis der USA stellte Caterham den Rennbetrieb aufgrund finanzieller Probleme für zwei Rennen ein. Zum Saisonende in Abu Dhabi kehrten Kobayashi und Caterham in die Formel 1 zurück. Zwei 13. Plätze waren Kobayashis beste Ergebnisse. Am Saisonende belegte er den 22. Gesamtrang.

### Super Formula (2015)
2015 kehrte Kobayashi nach Japan zurück und erhielt beim Kygnus Sunoco Team LeMans ein Cockpit in der Super Formula. Mit einem zweiten Platz als bestem Ergebnis wurde er Sechster der Fahrerwertung. Darüber hinaus war er für das Toyota-Team als Test- und Ersatzfahrer für die FIA-Langstrecken-Weltmeisterschaft aktiv.

### FIA-Formel-E-Meisterschaft (2017)
Kobayashi gab beim Hongkong E-Prix 2017 sein Debüt für Andretti Autosport in der FIA-Formel-E-Meisterschaft. Nach dem Rennen wurde er durch Tom Blomqvist ersetzt. Am Saisonende belegte er den 24. Platz in der Fahrerwertung.

## Sonstiges
Kobayashi ist ein Fan der Band Linkin Park. Für den Großen Preis von Brasilien 2011 gestaltete Bandmitglied Joe Hahn Kobayashis Helmdesign. Der Helm wurde nach dem Rennen für einen wohltätigen Zweck für 19.000 US-Dollar versteigert.

## Statistik

### Karrierestationen
| - 1996–2002: Kartsport - 2003: Formel Toyota (Platz 2) - 2004: Italienische Formel Renault (Platz 7) - 2004: Niederländische Formel Renault (Platz 15) - 2004: Deutsche Formel Renault (Platz 31) - 2004: Asiatische Formel Renault Challenge - 2005: Formel Renault 2.0 Eurocup (Meister) - 2005: Italienische Formel Renault (Meister) | - 2006: Formel-3-Euroserie (Platz 8) - 2007: Formel-3-Euroserie (Platz 4) - 2007: Formel 1 (Testfahrer) - 2008: GP2-Asia-Serie (Platz 6) - 2008: GP2-Serie (Platz 16) - 2008: Formel 1 (Testfahrer) - 2009: GP2-Asia-Serie (Meister) - 2009: GP2-Serie (Platz 16) | - 2009: Formel 1 (Platz 18) - 2010: Formel 1 (Platz 12) - 2011: Formel 1 (Platz 12) - 2012: Formel 1 (Platz 12) - 2013: WEC, GT (Platz 7) - 2014: Formel 1 (Platz 22) - 2015: Super Formula (Platz 6) - 2016: Super Formula |

### Statistik in der Formel-1-Weltmeisterschaft

#### Gesamtübersicht
| Saison | Team                    | Chassis       | Motor                | Rennen | Siege | Zweiter | Dritter | Poles | schn. Rennrunden | Punkte | WM-Pos. |
| ------ | ----------------------- | ------------- | -------------------- | ------ | ----- | ------- | ------- | ----- | ---------------- | ------ | ------- |
| 2009   | Panasonic Toyota Racing | Toyota TF109  | Toyota 2.4 V8        | 2      | –     | –       | –       | –     | –                | 3      | 18.     |
| 2010   | BMW Sauber F1 Team      | Sauber C29    | Ferrari 2.4 V8       | 19     | –     | –       | –       | –     | –                | 32     | 12.     |
| 2011   | Sauber F1 Team          | Sauber C30    | Ferrari 2.4 V8       | 19     | –     | –       | –       | –     | –                | 30     | 12.     |
| 2012   | Sauber F1 Team          | Sauber C31    | Ferrari 2.4 V8       | 20     | –     | –       | 1       | –     | 1                | 60     | 12.     |
| 2014   | Caterham F1 Team        | Caterham CT05 | Renault 1.6 V6 Turbo | 15     | −     | −       | −       | −     | −                | −      | 22.     |
| Gesamt | Gesamt                  | Gesamt        | Gesamt               | 75     | –     | –       | 1       | –     | 1                | 125    |         |

#### Einzelergebnisse
| Saison | 1   | 2   | 3   | 4   | 5   | 6   | 7   | 8   | 9  | 10  | 11 | 12  | 13  | 14  | 15  | 16  | 17 | 18  | 19 | 20 |
| ------ | --- | --- | --- | --- | --- | --- | --- | --- | -- | --- | -- | --- | --- | --- | --- | --- | -- | --- | -- | -- |
| 2009   |     |     |     |     |     |     |     |     |    |     |    |     |     |     |     |     |    |     |    |    |
|        |     |     |     |     |     |     |     |     |    |     |    |     |     | PO  | 9   | 6   |    |     |    |    |
| 2010   |     |     |     |     |     |     |     |     |    |     |    |     |     |     |     |     |    |     |    |    |
| DNF    | DNF | DNF | DNF | 12  | DNF | 10  | DNF | 7   | 6  | 11  | 9  | 8   | DNF | DNF | 7   | 8   | 10 | 14  |    |    |
| 2011   |     |     |     |     |     |     |     |     |    |     |    |     |     |     |     |     |    |     |    |    |
| DSQ    | 7   | 10  | 10  | 10  | 5   | 7   | 16  | DNF | 9  | 11  | 12 | DNF | 14  | 13  | 15  | DNF | 10 | 9   |    |    |
| 2012   |     |     |     |     |     |     |     |     |    |     |    |     |     |     |     |     |    |     |    |    |
| 6      | DNF | 10  | 13  | 5   | DNF | 9   | DNF | 11  | 4  | 18* | 13 | 9   | 13  | 3   | DNF | 14  | 6  | 14  | 9  |    |
| 2014   |     |     |     |     |     |     |     |     |    |     |    |     |     |     |     |     |    |     |    |    |
| DNF    | 13  | 15  | 18  | DNF | 13  | DNF | 16  | 15  | 16 | DNF |    | 17  | DNS | 19  | DNF |     |    | DNF |    |    |

| Legende  | Legende            | Legende                                                          |
| Farbe    | Abkürzung          | Bedeutung                                                        |
| -------- | ------------------ | ---------------------------------------------------------------- |
| Gold     | –                  | Sieg                                                             |
| Silber   | –                  | 2. Platz                                                         |
| Bronze   | –                  | 3. Platz                                                         |
| Grün     | –                  | Platzierung in den Punkten                                       |
| Blau     | –                  | Klassifiziert außerhalb der Punkteränge                          |
| Violett  | DNF                | Rennen nicht beendet (did not finish)                            |
| Violett  | NC                 | nicht klassifiziert (not classified)                             |
| Rot      | DNQ                | nicht qualifiziert (did not qualify)                             |
| Rot      | DNPQ               | in Vorqualifikation gescheitert (did not pre-qualify)            |
| Schwarz  | DSQ                | disqualifiziert (disqualified)                                   |
| Weiß     | DNS                | nicht am Start (did not start)                                   |
| Weiß     | WD                 | zurückgezogen (withdrawn)                                        |
| Hellblau | PO                 | nur am Training teilgenommen (practiced only)                    |
| Hellblau | TD                 | Freitags-Testfahrer (test driver)                                |
| ohne     | DNP                | nicht am Training teilgenommen (did not practice)                |
| ohne     | INJ                | verletzt oder krank (injured)                                    |
| ohne     | EX                 | ausgeschlossen (excluded)                                        |
| ohne     | DNA                | nicht erschienen (did not arrive)                                |
| ohne     | C                  | Rennen abgesagt (cancelled)                                      |
| ohne     | keine WM-Teilnahme |                                                                  |
| sonstige | P/fett             | Pole-Position                                                    |
| sonstige | 1/2/3/4/5/6/7/8    | Punktplatzierung im Sprint-/Qualifikationsrennen                 |
| sonstige | SR/kursiv          | Schnellste Rennrunde                                             |
| sonstige | *                  | nicht im Ziel, aufgrund der zurückgelegten Distanz aber gewertet |
| sonstige | ()                 | Streichresultate                                                 |
| sonstige | unterstrichen      | Führender in der Gesamtwertung                                   |

### Einzelergebnisse in der Super Formula
| Jahr | Team                      | Motor  | 1   | 2   | 3   | 4   | 5   | 6   | 7   | 8   | Punkte | Rang |
| ---- | ------------------------- | ------ | --- | --- | --- | --- | --- | --- | --- | --- | ------ | ---- |
| 2015 | Kygnus Sunoco Team LeMans | Toyota | SU1 | OKA | FUJ | MOT | AUT | SUG | SU2 | SU2 | 20     | 6.   |
| 2015 | Kygnus Sunoco Team LeMans | Toyota | 9   | 2   | 10  | 17  | 3   | 6   | 3   | 9   | 20     | 6.   |

### Einzelergebnisse in der FIA-Formel-E-Meisterschaft
| Jahr    | Team           | 1    | 2    | 3   | 4   | 5   | 6   | 7   | 8   | 9   | 10  | 11  | 12  | Punkte | Rang |
| ------- | -------------- | ---- | ---- | --- | --- | --- | --- | --- | --- | --- | --- | --- | --- | ------ | ---- |
| 2017/18 | MS&AD Andretti | HKG  | HKG  | MAR | SAN | MEX | PUN | ROM | PAR | BER | ZÜR | NYC | NYC | 0      | 24.  |
| 2017/18 | MS&AD Andretti | °15° | °17° |     |     |     |     |     |     |     |     |     |     | 0      | 24.  |

| Legende                      | Legende       | Legende                                                                 |
| Farbe                        | Abkürzung     | Bedeutung                                                               |
| ---------------------------- | ------------- | ----------------------------------------------------------------------- |
| Gold                         | —             | Sieger                                                                  |
| Silber                       | —             | 2. Platz                                                                |
| Bronze                       | —             | 3. Platz                                                                |
| Grün                         | —             | Platzierung in den Punkten                                              |
| Blau                         | —             | Klassifiziert außerhalb der Punkteränge                                 |
| Violett                      | DNF           | Rennen nicht beendet                                                    |
| Violett                      | NC            | nicht klassifiziert                                                     |
| Rot                          | DNQ           | nicht qualifiziert                                                      |
| Schwarz                      | DSQ           | disqualifiziert                                                         |
| Weiß                         | DNS           | nicht am Start                                                          |
| Weiß                         | WD            | zurückgezogen                                                           |
| Weiß                         | C             | Rennen abgesagt                                                         |
| Blanko                       |               | nicht teilgenommen                                                      |
| Blanko                       | DNP           | gemeldet, aber nicht teilgenommen                                       |
| Blanko                       | INJ           | verletzt oder krank                                                     |
| Blanko                       | EX            | ausgeschlossen                                                          |
| sonstige Formate und Zeichen | P/fett        | Pole-Position                                                           |
| sonstige Formate und Zeichen | kursiv        | Schnellste Rennrunde (ab 2017/18: Schnellste Rennrunde der ersten Zehn) |
| sonstige Formate und Zeichen | unterstrichen | Führender in der Gesamtwertung                                          |
| sonstige Formate und Zeichen | °             | FanBoost                                                                |
| sonstige Formate und Zeichen | *             | nicht im Ziel, aufgrund der zurückgelegten Distanz aber gewertet        |
| sonstige Formate und Zeichen | ( )           | Streichresultat                                                         |

### Le-Mans-Ergebnisse
| Jahr | Team                | Fahrzeug               | Teamkollege       | Teamkollege   | Platzierung | Ausfallgrund     |
| ---- | ------------------- | ---------------------- | ----------------- | ------------- | ----------- | ---------------- |
| 2013 | AF Corse            | Ferrari 458 Italia GT2 | Olivier Beretta   | Toni Vilander | Rang 20     |                  |
| 2016 | Toyota Racing       | Toyota TS050 Hybrid    | Stéphane Sarrazin | Mike Conway   | Rang 2      |                  |
| 2017 | Toyota Gazoo Racing | Toyota TS050 Hybrid    | Stéphane Sarrazin | Mike Conway   | Ausfall     | Kupplungsschaden |
| 2018 | Toyota Gazoo Racing | Toyota TS050 Hybrid    | José María López  | Mike Conway   | Rang 2      |                  |
| 2019 | Toyota Gazoo Racing | Toyota TS050 Hybrid    | José María López  | Mike Conway   | Rang 2      |                  |
| 2020 | Toyota Gazoo Racing | Toyota TS050 Hybrid    | José María López  | Mike Conway   | Rang 3      |                  |
| 2021 | Toyota Gazoo Racing | Toyota GR010 Hybrid    | José María López  | Mike Conway   | Gesamtsieg  |                  |
| 2022 | Toyota Gazoo Racing | Toyota GR010 Hybrid    | José María López  | Mike Conway   | Rang 2      |                  |
| 2023 | Toyota Gazoo Racing | Toyota GR010 Hybrid    | José María López  | Mike Conway   | Ausfall     | Unfall           |
| 2024 | Toyota Gazoo Racing | Toyota GR010 Hybrid    | José María López  | Nyck de Vries | Rang 2      |                  |
| 2025 | Toyota Gazoo Racing | Toyota GR010 Hybrid    | Mike Conway       | Nyck de Vries | Rang 5      |                  |

### Sebring-Ergebnisse
| Jahr | Team                 | Fahrzeug         | Teamkollege      | Teamkollege       | Platzierung     | Ausfallgrund |
| ---- | -------------------- | ---------------- | ---------------- | ----------------- | --------------- | ------------ |
| 2021 | Ally Cadillac Racing | Cadillac DPi V.R | Simon Pagenaud   | Jimmie Johnson    | disqualifiziert |              |
| 2022 | Ally Cadillac Racing | Cadillac DPi V.R | José María López | Mike Rockenfeller | Rang 6          |              |

### Einzelergebnisse in der FIA-Langstrecken-Weltmeisterschaft
| Saison  | Team     | Rennwagen              | 1   | 2   | 3   | 4   | 5   | 6   | 7   | 8   | 9   |
| ------- | -------- | ---------------------- | --- | --- | --- | --- | --- | --- | --- | --- | --- |
| 2013    | AF Corse | Ferrari 458 Italia GT2 | SIL | SPA | LEM | SAO | AUS | FUJ | SHA | BAH |     |
| 2013    | AF Corse | Ferrari 458 Italia GT2 | 15  | 17  | 20  | DNF | 14  | 21  | 16  | 11  |     |
| 2016    | Toyota   | Toyota TS050 Hybrid    | SIL | SPA | LEM | NÜR | MEX | AUS | FUJ | SHA | BAH |
| 2016    | Toyota   | Toyota TS050 Hybrid    | 2   | DNF | 2   | 6   | 3   | 3   | 1   | 2   | 5   |
| 2017    | Toyota   | Toyota TS050 Hybrid    | SIL | SPA | LEM | NÜR | MEX | AUS | FUJ | SHA | BAH |
| 2017    | Toyota   | Toyota TS050 Hybrid    | 23  | 2   | DNF | 3   | 4   | 4   | 2   | 4   | 4   |
| 2018/19 | Toyota   | Toyota TS050 Hybrid    | SPA | LEM | SIL | FUJ | SHA | SEB | SPA | LEM |     |
| 2018/19 | Toyota   | Toyota TS050 Hybrid    | 2   | 2   | DNF | 1   | 1   | 2   | 6   | 2   |     |
| 2019/20 | Toyota   | Toyota TS050 Hybrid    | SIL | FUJ | SHA | BAH | AUS | SPA | LEM | BAH |     |
| 2019/20 | Toyota   | Toyota TS050 Hybrid    | 1   | 2   | 3   | 1   | 3   | 1   | 3   | 1   |     |
| 2021    | Toyota   | Toyota GR010 Hybrid    | SPA | POR | MON | LEM | BAH | BAH |     |     |     |
| 2021    | Toyota   | Toyota GR010 Hybrid    | 3   | 2   | 1   | 1   | 1   | 2   |     |     |     |
| 2022    | Toyota   | Toyota GR010 Hybrid    | SEB | SPA | LEM | MON | FUJ | BAH |     |     |     |
| 2022    | Toyota   | Toyota GR010 Hybrid    | DNF | 1   | 2   | 3   | 2   | 1   |     |     |     |
| 2023    | Toyota   | Toyota GR010 Hybrid    | SEB | POR | SPA | LEM | MON | FUJ | BAH |     |     |
| 2023    | Toyota   | Toyota GR010 Hybrid    | 1   | 9   | 1   | DNF | 1   | 1   | 2   |     |     |
| 2024    | Toyota   | Toyota GR010 Hybrid    | KAT | IMO | SPA | LEM | SAO | AUS | FUJ | BAH |     |
| 2024    | Toyota   | Toyota GR010 Hybrid    | 5   | 1   | 7   | 2   | 4   | 2   | DNF | DNF |     |
| 2025    | Toyota   | Toyota GR010 Hybrid    | KAT | IMO | SPA | LEM | SAO | AUS | FUJ | BAH |     |
| 2025    | Toyota   | Toyota GR010 Hybrid    | 6   | 7   | 7   | 5   | 14  |     |     |     |     |